# Одд Бёрре
Одд-Бёрре Сёренсен (норв. Odd-Børre Sørensen), известный также как Одд Бёрре (норв. Odd Børre; 9 августа 1939, Харстад, Тромс — 28 января 2023) — норвежский поп-исполнитель, наиболее известный по своему участию на конкурсе песни Евровидение 1968.

## Карьера
Одд начал свою музыкальную карьеру в 1962, выступая вместе с «Kjell Karlsen’s Orchestra», периодически выступая сольно. Несколько раз с относительным успехом принимал участие на «Melodi Grand Prix» (национальном отборочном конкурсе на Евровидение). В 1968 был выбран, чтобы представить свою страну на предстоящем конкурсе песни Евровидение. На песенном конкурсе им была исполнена песня «Stress». Выступление прошло под четырнадцатым номером, и было не слишком удачным — получив всего 2 балла, певец финишировал предпоследним.
В 1978 Одд прекратил свою музыкальную карьеру, устроившись на работу страховым агентом. Однако в 2000 исполнитель вновь возвращается в шоу-бизнес, и периодически выступая с «Kjell Karlsen’s Orchestra».
Скончался 28 января 2023 года.

### Участие в «Melodi Grand Prix» и Евровидении
| Год  | Песня                | Место в национальном отборе | Место на Евровидении |
| ---- | -------------------- | --------------------------- | -------------------- |
| 1964 | «La meg være ung» *  | 3                           |                      |
| 1968 | «Stress»             | 2 **                        | 13                   |
| 1969 | «Lena»               | 2                           |                      |
| 1971 | «Ironside» ***       | 2                           |                      |
| 1977 | «Make love, not war» | 6                           |                      |

## Дискография

### Альбомы
- Om du visste (1968)

- С более полной дискографией певца можно ознакомиться здесь.